# الا بش
الا بش (تلفظ: اِلا بَش) (به فرانسوی: Ella Baché) نام یک برند محافظت از پوست است که در سال ۱۹۳۶ توسط داروسازی به نام "مادام بَش" پایه‌گذاری شد. بَش یکی از قدیمی‌ترین شرکت‌های تولید محصولات محافظت از پوست در جهان است که کار خود را با ساخت مواد دست‌ساز در شماره ۸ خیابان رو دو لا پِ (به فرانسوی: Rue de la Paix) پاریس آغاز کرد. هم‌اکنون این برند محصولات خود را در بیش از ۴۰ کشور دنیا عرضه می‌کند.
در سال ۱۹۳۰ الا بش اولین موم مو بر داغ خود را عرضه کرد. این شرکت با ارائه کرم زیبایی 'Crème Tomate در ۱۹۳۵ پیشرو در استفاده از آلفا هیدروکسی اسید شد. در ۱۹۵۲ این شرکت نخستین نوار موبر با موم سرد در جهان را عرضه کرد. در ۱۹۹۴ این شرکت شروع به استفاده از کینوآ در تولید لوازم آرایشی زنانه کرد. در سال ۲۰۰۱ الا بش جوایز بسیاری را برای تولیدات خود از رقابت‌های زیبایی در جهان دریافت کرد.
هم اکنون این برند توسط پیپا هالاس (سومین نسل پس از مادام بش) اداره می‌شود.

## پشتیبانی از استعدادها
الا بش پشتیبان رسمی سفر دور دنیای بدون توقف و بدون دریافت کمک جسیکا واتسون نوجوان قایقران استرالیایی در سال ۲۰۰۹ بوده‌است. نام قایق واتسون در این سفر "بانوی صورتی الا" بوده‌است.